# Corrie Sanders

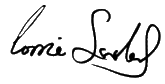
Unterschrift von Corrie Sanders

Cornelius Johannes „Corrie“ Sanders (* 7. Januar 1966 in Pretoria, Südafrika; † 23. September 2012 ebenda) war ein südafrikanischer Boxer und Weltmeister im Schwergewicht nach Version der WBO.
Sanders galt als sehr aggressiver Boxer mit immenser Schlaghärte und starken Nehmerqualitäten. Bedingt durch wenig ausgeprägten Trainingsfleiß begleiteten ihn allerdings Konditionsprobleme über seine gesamte Karriere, wenn er seine Kämpfe nicht innerhalb der ersten Runden entscheiden konnte.

## Boxkarriere
Sanders Bilanz als Amateurboxer war 180–11 mit vier Siegen über Francois Botha. Seinen ersten Kampf als Profi bestritt der Rechtsausleger am 4. Februar 1989 gegen seinen Landsmann Dyubele, den er durch technischen K. o. in der ersten Runde gewann. In der Folgezeit gelangen ihm Siege über Johnny DuPloy und Bert Cooper.
Seine erste Niederlage musste er am 21. Mai 1994 gegen Nate Tubbs, damaliger Sparringspartner von Mike Tyson, hinnehmen, als er in Runde zwei durch K. o. verlor.
Anschließend gewann er 13 Kämpfe in Folge, unter anderem gegen Carlos De León, Ross Puritty und Bobby Czyz. Am 20. Mai 2000 traf er auf Hasim Rahman. In der dritten Runde gelang ihm ein Niederschlag, dennoch konnte er den Kampf zu diesem Zeitpunkt nicht für sich entscheiden. Stattdessen musste er in der Folgezeit selbst mehrmals zu Boden und verlor den Kampf schließlich durch technischen K. o.
Nach zwei kurzrundigen Siegen gegen Michael Sprott und Otis Tisdale kam er ins Gespräch für einen Kampf gegen Wladimir Klitschko, der einen Gegner für seine Verteidigung der WBO-Weltmeisterschaft suchte, nachdem sich angeblich elf andere Boxer zuvor geweigert hatten, gegen Klitschko anzutreten. Sanders sagte schließlich zu.

### WBO-Titelgewinn
Am 8. März 2003 kam es in Hannover zur Begegnung mit Wladimir Klitschko. Klitschko ging in diese Auseinandersetzung mit dem bereits 37-jährigen, als untrainiert geltenden Sanders als hoher Favorit. Sanders gelangen jedoch schnell vier Niederschläge, die den Ringrichter dazu veranlassten, den Kampf bereits in der zweiten Runde abzubrechen und Sanders zum Sieger durch technischen K. o. zu erklären.
Die WBO verlangte von ihm anschließend eine Pflichtverteidigung seines Titels gegen Lamon Brewster. Da er aber, nunmehr 38-jährig, zum Ende seiner Laufbahn nur noch wenige, dafür aber finanziell lukrative Kämpfe machen wollte, legte er diesen Titel nieder, um gegen Vitali Klitschko um den vakanten Weltmeistertitel der WBC kämpfen zu können.

### WBC-Titelkampf
Am 24. April 2004 traf er in Los Angeles auf Vitali Klitschko und verlor den Kampf durch technischen K. o. in der achten Runde. Es gelang ihm in den ersten Runden zwar, einige gute Treffer zu landen, die Klitschko beeindruckten, dennoch entwickelte sich der Kampf, auch begünstigt durch die bekannten Konditionsprobleme von Sanders, zu Klitschkos Gunsten. Nach vielen harten Treffern Klitschkos wurde der Kampf dann schließlich sechzehn Sekunden vor Ende der achten Runde abgebrochen.

### Comebackversuche
Am 27. April 2004 gab er zunächst seinen Rückzug aus dem Profi-Boxsport bekannt. Doch der Ruhestand währte nicht lange, schon am 14. Dezember 2004 stand er wieder im Ring und besiegte Alexei Warakin durch K. o. in der zweiten Runde.
Am 24. November 2006 kehrte Sanders nach fast zweijähriger Inaktivität in den Ring zurück und besiegte den nationalen australischen Meister im Schwergewicht Colin Wilson vorzeitig in der zweiten Runde. Am 12. Mai 2007 gewann Sanders den Kampf gegen Daniel Bispo deutlich nach Punkten. Am 2. Februar 2008 ging er jedoch überraschend gegen Osborne Machimana (Bilanz 14–5) bereits in der ersten Runde durch einen Körpertreffer K. o., womit sich seine Pläne für einen neuen Kampf gegen Wladimir Klitschko erledigt hatten.

## Liste der Profikämpfe
| 42 Siege (31 K.o.-Siege), 4 Niederlagen (4 K.o.-Niederlagen), 0 Unentschieden |               |                                                                 |                                                |                                    |
| Jahr                                                                          | Tag           | Ort                                                             | Gegner                                         | Ergebnis für Sanders               |
| 1989                                                                          | 2. April      | Good Hope Centre, Cape Town, Südafrika                          | King Kong Dyubele                              | Sieg / TKO 1. Runde                |
| 1989                                                                          | 24. April     | Goodwood Showgrounds, Cape Town, Südafrika                      | Prince Tukane                                  | Punktsieg / 4 Runden               |
| 1989                                                                          | 27. Mai       | Superbowl, Sun City, Südafrika                                  | David Malatsi                                  | Sieg / TKO 1. Runde                |
| 1989                                                                          | 5. August     | Superbowl, Sun City, Südafrika                                  | Gideon Hlongwa                                 | Sieg / TKO 3. Runde                |
| 1989                                                                          | 9. September  | Morula Sun Casino, Mabopane, Südafrika                          | Samson Mahlangu                                | Sieg / TKO 3. Runde                |
| 1990                                                                          | 29. März      | Portuguese Hall, Johannesburg, Südafrika                        | Weaver Qwabe                                   | Sieg / TKO 1. Runde                |
| 1990                                                                          | 23. Mai       | First National Bank Arena, Durban, Südafrika                    | Jorge Vilchis                                  | Sieg / KO 1. Runde                 |
| 1990                                                                          | 4. August     | Superbowl, Sun City, Südafrika                                  | Moses Mthama                                   | Sieg / TKO 1. Runde                |
| 1990                                                                          | 8. November   | Biloxi (Mississippi), USA                                       | Steve Zouski                                   | Punktsieg (einstimmig) / 8 Runden  |
| 1991                                                                          | 6. April      | Dolphin Centre, Darlington, Großbritannien                      | Steve Gee                                      | Sieg / TKO 4. Runde                |
| 1991                                                                          | 27. Juli      | Superbowl, Sun City, Südafrika                                  | Johnny Du Plooy                                | Sieg / KO 1. Runde                 |
| 1991                                                                          | 28. September | Superbowl, Sun City, Südafrika                                  | Mike Rouse                                     | Punktsieg (einstimmig) / 10 Runden |
| 1991                                                                          | 23. November  | Superbowl, Sun City, Südafrika                                  | Art Card                                       | Sieg / TKO 1. Runde                |
| 1992                                                                          | 22. Februar   | Superbowl, Sun City, Südafrika                                  | Anthony Wade                                   | Punktsieg (einstimmig) / 10 Runden |
| 1992                                                                          | 9. Mai        | Mirage Hotel & Casino, Las Vegas, USA                           | Mike Dixon                                     | Punktsieg (einstimmig) / 8 Runden  |
| 1992                                                                          | 22. August    | Superbowl, Sun City, Südafrika                                  | Mike Evans                                     | Punktsieg (einstimmig) / 10 Runden |
| 1992                                                                          | 24. Oktober   | Morula Sun Casino, Mabopane, Südafrika                          | Johnny Nelson                                  | Punktsieg (einstimmig) / 10 Runden |
| 1993                                                                          | 17. April     | Arco Arena, Sacramento (Kalifornien), USA                       | Matthew Brooks                                 | Sieg / TKO 1. Runde                |
| 1993                                                                          | 26. Juni      | Resorts International, Atlantic City (New Jersey), USA          | Bert Cooper                                    | Sieg / TKO 3. Runde                |
| 1993                                                                          | 4. September  | Aladdin Hotel & Casino, Las Vegas, USA                          | George Stephens                                | Sieg / TKO 1. Runde                |
| 1993                                                                          | 6. November   | Superbowl, Sun City, Südafrika                                  | Levi Billups                                   | Sieg / KO 1. Runde                 |
| 1994                                                                          | 5. Februar    | Aladdin Hotel & Casino, Las Vegas, USA                          | Marshall Tillman                               | Sieg / TKO 6. Runde                |
| 1994                                                                          | 19. März      | Carousel Casino, Gauteng, Südafrika                             | Mike Williams                                  | Sieg / KO 1. Runde                 |
| 1994                                                                          | 21. Mai       | Carousel Casino, Gauteng, Südafrika                             | Nate Tubbs                                     | Niederlage / KO 2. Runde           |
| 1994                                                                          | 13. August    | Convention Hall, Atlantic City (New Jersey), USA                | Carlos De León                                 | Sieg / TKO 1. Runde                |
| 1994                                                                          | 24. September | Wembley Arena, London, Großbritannien                           | Garing Lane                                    | Punktsieg / 8 Runden               |
| 1995                                                                          | 1. April      | Superbowl, Sun City, Südafrika                                  | Nikolay Kulpin                                 | Punktsieg (einstimmig) / 10 Runden |
| 1995                                                                          | 5. August     | Lujan Building, Albuquerque, USA                                | James Pritchard                                | Sieg / TKO 1. Runde                |
| 1996                                                                          | 26. Januar    | Metropole Hotel, Brighton, Großbritannien                       | Keith Fletcher                                 | Sieg / KO 2. Runde                 |
| 1996                                                                          | 20. Juli      | Morula Sun, Mabopane, Südafrika                                 | Curtis Shepard                                 | Sieg / KO 1. Runde                 |
| 1996                                                                          | 20. August    | Madison Square Garden Theater, New York City, USA               | Sean Hart                                      | Sieg / TKO 2. Runde                |
| 1996                                                                          | 12. September | Huntington Hotel Casino, Melville, USA                          | Olian Alexander                                | Sieg / TKO 2. Runde                |
| 1997                                                                          | 7. Februar    | Hilton Hotel, Las Vegas, USA                                    | Arthur Weathers                                | Sieg / TKO 1. Runde                |
| 1997                                                                          | 15. November  | Carousel Casino, Gauteng, Südafrika                             | Ross Puritty vakante WBU-Meisterschaft         | Punktsieg (einstimmig) / 12 Runden |
| 1998                                                                          | 12. Juni      | Mohegan Sun Casino, Connecticut, USA                            | Bobby Czyz WBU-Meisterschaftsverteidigung      | Sieg / KO 2. Runde                 |
| 1999                                                                          | 2. Juli       | Whitchurch Sports Centre, Bristol, Großbritannien               | Jorge Valdes WBU-Meisterschaftsverteidigung    | Sieg / TKO 1. Runde                |
| 2000                                                                          | 19. Februar   | Carnival City, Brakpan, Südafrika                               | Alfred Cole WBU-Meisterschaftsverteidigung     | Sieg / TKO 1. Runde                |
| 2000                                                                          | 20. Mai       | Ballys Park Place Hotel Casino, Atlantic City (New Jersey), USA | Hasim Rahman WBU-Meisterschaftsverteidigung    | Niederlage / TKO 7. Runde          |
| 2001                                                                          | 3. November   | Carnival City, Brakpan, Südafrika                               | Michael Sprott                                 | Sieg / KO 1. Runde                 |
| 2002                                                                          | 9. November   | Cola-Cola Center, Oklahoma City, USA                            | Otis Tisdale                                   | Sieg / TKO 2. Runde                |
| 2003                                                                          | 8. März       | Preussag Arena, Hannover, Deutschland                           | Wladimir Klitschko WBO-Weltmeisterschaft       | Sieg / TKO 2. Runde                |
| 2004                                                                          | 24. April     | Staples Center, Los Angeles, USA                                | Vitali Klitschko vakante WBC-Weltmeisterschaft | Niederlage / TKO 8. Runde          |
| 2004                                                                          | 14. Dezember  | Freizeit Arena, Sölden (Ötztal), Österreich                     | Alexey Varakin                                 | Sieg / KO 2. Runde                 |
| 2006                                                                          | 24. November  | Convention Centre, Mafikeng, Südafrika                          | Colin Wilson                                   | Sieg / TKO 2. Runde                |
| 2007                                                                          | 12. Mai       | Emperors Palace, Gauteng, Südafrika                             | Daniel Bispo                                   | Punktsieg (einstimmig) / 10 Runden |
| 2008                                                                          | 2. Februar    | Emperors Palace, Gauteng, Südafrika                             | Osborne Machimana                              | Niederlage / KO 1. Runde           |

## Leben nach der Boxkarriere
Im Juli 2010 wurde Sanders von einem Journalisten der Sport Bild interviewt. Er arbeitete seit dem Ende seiner Boxkarriere bei der südafrikanischen Absa Bank und schleppte Autos von Kunden ab, die ihre Kredite nicht zurückzahlen konnten.
Am 22. September 2012 wurde Corrie Sanders in Brits, nordwestlich von Pretoria, in einem Fast-Food-Restaurant angeschossen. Er starb an den Folgen der Schussverletzungen am 23. September 2012 im Kalafong Hospital in Pretoria.